# Julie Boehm

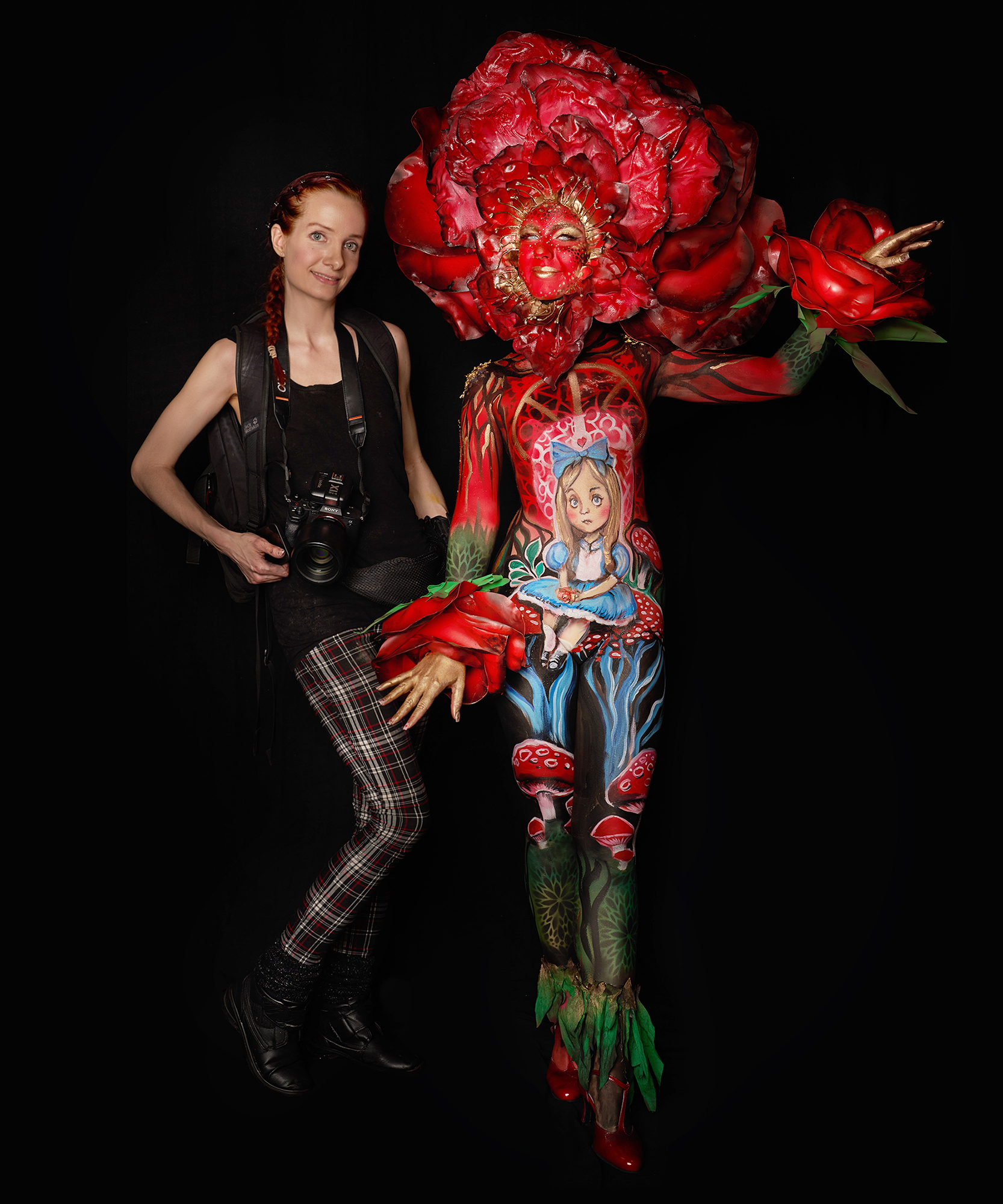
Julie Boehm mit Bodypainting-Kunstwerk Rose

Julie Boehm (* 1987 in Traunstein) ist eine deutsche Konzeptkünstlerin und Regisseurin.

## Leben
Geboren und aufgewachsen in Traunstein, absolvierte Julie Boehm ihr Abitur am Karlsgymnasium Bad Reichenhall. Ihre künstlerische Ausbildung begann sie an der Akademie der bildenden Künste Wien. Im Rahmen ihres Malereistudiums 2007 bis 2012 belegte sie Kurse beim österreichischen Filmemacher Thomas Renoldner, der ihren weiteren Werdegang beeinflusste.
Es folgte das Diplom im Fach Multimedia an der „Graphischen“ in Wien mit ihrem ersten Kurzfilm „Das Manuskript“. Anschließend setzte sie ihre Studien im Bereich Digital Film Design an der Mediadesign Hochschule Berlin und in Animation an der Filmakademie Baden-Württemberg fort. In Berlin arbeitete sie als Creative Director für das Kunstmagazin Spykeheels.
Seit 2018 lebt und arbeitet sie in Lutherstadt Wittenberg.
Boehms künstlerische Arbeit umfasst verschiedene Disziplinen wie Körperbemalung, Fotografie, Malerei, Tanz und Film. Sie holte sich Titel bei den North American Championships und erhielt Auszeichnungen für ihren Diplomfilm „Paris you got me“. Seit 2018 arbeitet sie als freischaffende Künstlerin. 2022 war sie Dozentin für Filmschnitt an der Hochschule Landshut. Ihre Erfolge im Bereich Bodypainting feierte sie regelmäßig auf internationalen Wettbewerben, bei Live-Auftritten, sowie in freien Serien für ihre Ausstellungen.

## Filmografie (Auszug)
Regie und Buch
- 2011: Das Manuskript (Kurzfilm)
- 2014: Rued1971 (Kurzfilm)
- 2014: Camouflage (Werbung)
- 2015: Black Widow (Werbung)
- 2016: Elemental (Filmfestival Trailer)
- 2018: Paris you got me (Kurzfilm)
- 2020: Origins (Kurzfilm)
- 2020: Medium (Werbung)
- 2020: Rose and Blue (Animiertes Musikvideo)
- 2021: Laterna Magica (Filmfestival Trailer)
- 2021: Fear (Musikvideo)
- 2022: Re-Connect (Musikvideo)
- 2023: Under the Roofs (Musikvideo)

## Ausstellungen
- 2008: „Das Kleid eines Lebens: Leonardo Sala“, Akademie der bildenden Künste Wien
- 2008: „Die Farben des Augenglücks“, Gustav Klimt Haus
- 2009: „Kunst und Öffentlichkeit“, „abstrakte RaumGeBilde“ Akademie der bildenden Künste Wien
- 2010: „Des Meeres und der Liebe Wellen“, Galerie Domenig, Wien
- 2011: „Spatial Intervention“, AKH Contemporary, Wien
- 2013: „Macht Kunst“, Kunsthalle Deutsche Bank
- 2015: „Farbwelten“, Galerie Atta worldwide & Hilton Garden Inn NeckarPark/Stuttgart
- 2015: „Barfuss… bis zum Kopf“, 5. Internationale Kunstausstellung, Burg Kalteneck, Holzgerlingen[7]
- 2017: „Magic City“, Streetart Ausstellung Zeitenströmung Dresden
- 2022–2023: „Energiegestalten“, Ausstellung[8] und Kalender Release[9] Stadtwerke Wittenberg
- 2023: „Hue Bliss“[10] Alexianer Bosseklinik, Wittenberg
- 2023: „Im Tanz der Natur“[11], Phönixtheater Wittenberg

## Auszeichnungen (Auszug)
- 2015: „Goldener Delphin“, Cannes Corporate Media & TV Award für JAB Camouflage
- 2015: 1. Platz „Open Category“ World Bodypainting Festival
- 2016: Champion 1. Platz „Living Art America“ Bodypainting Championship USA[12]
- 2018 „Best Director“ und „Best Dance Film“ bei den Paris Art and Movie Awards für Paris you got me[13]
- 2018: 2. Platz „Creative Makeup Award“ Bokeh Fashion Film Festival, Südafrika
- 2018: „Best VFX“ Kingbonn Awards China International New Media and Short Film Festival
- 2018: Paris you got me als Eröffnungsfilm bei den Hofer Filmtagen
- 2019: „Beste Musik im Kurzfilm“ beim Deutschen Filmmusikpreis für Filmmusiker Marius Kirsten in Paris you got me
- 2019: „Best Art Direction“ beim Unrestricted View Filmfestival[14]
- 2019: „LENZ Festival Winner“ bei Festival of Nations für Paris you got me[15]
- 2023: 1. Platz BodyArt Contest Czech republic
- 2023: Kalender des Jahres „Naturwesen – Bodypainting Körperlandschaften“, Calvendo Verlag[16]
- 2024: 2. Platz Bodypainting Contest,  Living Statues Festival Brünn, Czech republic